# Albert Oliver
Albert Oliver Campos (Terrassa, 4 de junho de 1978) é um basquetebolista profissional espanhol que atualmente joga no Obradoiro. O atleta possui 1,87 metros e pesa 84 quilos, atuando na posição armador. 